# トゥーズラの紛争

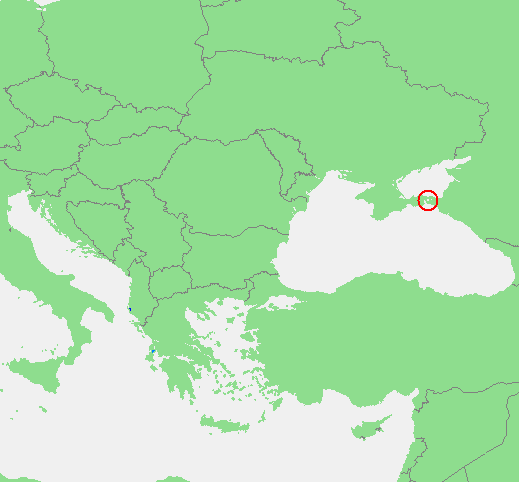
トゥーズラ島の位置

トゥーズラの紛争（ウクライナ語: Конфлікт щодо острова Тузла, ロシア語: Конфликт вокруг Тузлы）は、トゥーズラ島を支配をめぐるウクライナとロシア連邦との間に発生した領土紛争である。

## 概要

### 背景
現在、トゥーズラ島はクリミア半島にあるウクライナの都市、ケルチの管轄下に置かれている。面積は3 km2で、長さは6.5 km、幅は500 m近くしかない。その上、しばしば侵蝕されている。特に、1925年の時化では大きく侵蝕され、まるで当時のロシア・ソビエト連邦社会主義共和国のクラスノダール地方のタマーニ半島から続くような狭い岬のような形状になってしまった。
1941年1月7日、ロシア・ソビエト連邦社会主義共和国最高議会で同共和国クリミア州への編入が決定された。その後、ペレヤスラフ協定300周年に当たる1954年2月19日には、ロシアとウクライナの友好を記念するとしてクリミア州はウクライナ・ソビエト社会主義共和国へ編入された。そのため、ウクライナが独立すると、クリミア州のトゥーズラ島は独立ウクライナの領土となった。
トゥーズラ島は狭いケルチ海峡に浮かぶ島であって、同海峡の領海権や航行権の問題に大きな影響を及ぼす地勢となっている。そのため、ロシアとウクライナの間において領土問題が発生することとなった。

### 紛争の過熱
2003年9月、ロシアの砲台の建設のために、トゥーズラ島に隣接するクラスノダール地方テムリューク地区タマーニは、砲台とロシア側の岸との間の連絡を取るためのボートを海域に展開させることを決定した。3交代制で、建設者は150 mのボートを1日で建設した。ロシアの建設班がウクライナの国境線に達したのち、両国間の交渉が始められた。

### ウクライナの立場
ウクライナは、アゾフ海とケルチ海峡はそれぞれ別個の境をなすウクライナとロシアの内海であらねばならないと主張した。この原則は、トゥーズラ島をウクライナに属させるものであった。

### ロシアの立場
ロシアは、アゾフ海海域で公式にはっきりと制定された境界は、ケルチ海峡でトゥーズラ島は半島であるという従来の主張を断念することを意味すると主張した。加えて、ロシアはただのクリミアの大陸部分はウクライナを離れることを指示した。ロシアは、アゾフ・ケルチ海域の共同統治を提案し、未制定であった海上国境の制定に有益であるとした。

### 紛争解決の道程
2003年9月30日、ウクライナ外務省はロシア外務省に対し抗議文書を送致した。
10月6日には、コスチャントィン・フルィシュチェンコウクライナ外相は、モスクワへ出向き紛争に関する交渉に入った。紛争解決における主要部分のため、ラテンアメリカ歴訪中であったレオニード・クチマウクライナ大統領が緊急帰国し、トゥーズラ島を視察した。
10月22日、ウクライナ最高議会は、ウクライナ・ロシア関係について審議を行った。
10月23日、堤防の建設が停止された。ウクライナの国境警備隊の哨所とロシアの建設班との間はわずか100 mしか残されていなかった。
11月には、ロシア、ウクライナ両国の首相が堤防の建設の凍結を合意した。
12月3日には、トゥーズラ島で新しい国境監視の哨所の建設が開始された。
2005年7月、ロシアはトゥーズラ島とその海域がウクライナに属することを承認した。